# Облигация
Облигацията е документ за дълг, т.е. за предоставена парична сума на кредит от притежателя на облигацията на нейния издател (емитент). Облигацията е вид ценна книга на кредитора, и като такава е с предварително фиксиран постоянен доход под формата на купони (лихва) и изплащане на главницата на падежа в зависимост от вида на самата облигация.

## Правна уредба
Правната уредба на облигациите се дели на обща и специална. Не бива да се бъркат или смесват понятията за облигация с облигационно право, чийто правен обект е регулиране на договорните обществени отношения.

### Обща правна уредба
Общата уредба се съдържа в Търговския закон или по точно Глава 14, чл. 204 – 218. Материята за облигациите като ценни книги прониква в българското законодателство под влиянието на романския правен модел чрез румънското и италианското законодателство и намира своето място в отменения Търговски закон от 1897 г. С неговата отмяна и утвърждаването на комунизма като господстваща идеология, довела до заличаването на икономическата свобода в България, правните норми, третиращи облигациите като ценни книги, е трайно заличена от правния живот. Това се променя с Указ 56 (ДВ бр. 4/1989), който дава възможност на фирмите да издават облигации. Значително по-солидна правна уредба облигациите намират в действащия Търговски закон. Материята регламентираща облигациите се съдържа в раздели 7 – 9 и по-точно чл. 204 – 218. С тях се дава възможност на акционерни дружества да емитират налични и безналични облигации по правила, сходни с тези на акциите.

### Специална правна уредба
Специалната правна уредба се съдържа в редица нормативни актове, като безспорно най-значително място сред тях заема Законът за публичното предлагане на ценни книжа (ЗППЦК). Той служи за правна основа за издаването на редица подзаконови актове като правилници и наредби както на Министерски съвет така и на други държавни органи като Комисията за финансов надзор. ЗППЦК третира проблемите не само около емитирането на облигациите, но и тяхното предлагане на финансовите пазари, правилата за търгуването им, поведението на стопанските субекти, реда за следене спазването на правилата за покупко-продажба, санкциите за тяхното неспазване и други.
Законът за ипотечните облигации, третиращ въпросите около ипотечните облигации като особен вид облигации, емитирани изключително от банки, е един модерен закон, създаден по пример на западноевропейските законодателства, чиято цел е създаването на възможности за предлагането на тези изключително атрактивни ценни книжа на фондовите пазари.
Други закони, имащи отношение към облигациите като ценни книги, са:
- Законът за уреждане на необслужваните кредити, договорени до 31 декември 1991 г.,
- Постановление на Министерски съвет № 167,
- Законът за защита на влоговете,
- Законът за местното самоуправление,
- Валутният закон.

Редица подзаконови актове също дават правната рамка някои видове облигации като например държавните ценни книжа, облигациите емитирани от общините и др.
Субсидиарно приложение намира гражданското законодателство и по-специално Законът за задълженията и договорите.
Трябва да се споменат и правните актове на Европейския съюз, тъй като оказват сериозно влияние върху развитието на българското законодателство по отношение на облигациите. Значими актове са Европейският кодекс за поведение при извършването на сделки с ценни книжа от 25 юли 1977 година.

## Същност и значение
Както българското, така и западноевропейското законодателство не познава легално определение на облигацията. Именно поради липсата на легална дефиниция правната наука разглежда облигацията в нейните два аспекта – като ценна книга и като паричен заем предоставен на акционерно дружество или на командитно дружество с акции.

### Облигацията като ценна книга
Както вече бе упоменато по-горе, Търговският закон (ТЗ) не дава дефиниция за облигация, поради което тя се определя от правната наука като документ със законово установена форма, който материализира волеизявление и произтичащи от него права по такъв начин, че упражняването им става с предявяването на документа, а прехвърлянето на правата изисква предаване на документа.
В ТЗ не е посочено изрично, че облигацията е ценна книга, но това се извежда от чл. 204, ал. 5, изр. 2 от ТЗ, според което за издаването, прехвърлянето и залагането на налични и безналични облигации се прилагат правилата за акциите.
ТЗ не посочва задължителните реквизити, но те могат да се изведат по силата на чл. 204, ал. 5, изр. 2 от ТЗ, т.е тук могат да се приложат разпоредбите на чл. 183, ал. 1 от ТЗ, отнасящи се за реквизитите на акцията. Облигацията трябва да съдържа:
- наименованието „облигация“;
- правноиндивидуализиращите белези на емитента, номера на емисията и поредния номер на облигацията;
- името на първия титуляр, в случай че облигацията е поименна;
- номинална стойност на облигацията и размер на лихвата или премията;
- размера, срока и условията на облигационния заем;
- дата и място на издаване;
- подпис на лицето, което може да задължава дружеството.

В повечето случаи правото на лихва се материализира чрез т.нар. лихвени купони, които са отпечатани на различен хартиен носител от самата облигация. Няма пречка лихвените купони да бъдат предмет на самостоятелни прехвърлителни сделки, които имат формата на цесия на едно вземане. Купонът има по-скоро обичайни, отколкото задължителни реквизити: номер на купона, датата на падежа за този купон, номинална стойност на облигацията, име на длъжника, размер на лихвеното плащане.
Облигацията като ценна книга материализира едно вземане, състоящо се от главница и лихва. Длъжникът по облигационния заем (в случая АД или КДА) е длъжен да изплати сумата на падежа. Изплащането е поетапно и става чрез предявяване на купона.

### Облигацията като договор за заем
Основното икономическо значение на облигацията, обуславящо нейното съществуване, е че тя е способ за набавяне на парични средства за АД или КДА. Именно поради това тя може да се разглежда като особен договор за заем. Облигацията инкорпорира в себе си правото на заемодателя (облигационера) срещу заемателя (емитента). Условията на договора за заем се съдържат в решението на общото събрание за емитиране на облигации. По своята същност облигацията не замества самия договор за заем, а по-скоро е външна проява на неговото съществуване. В нея се съдържат основните елементи на договора заем като падеж, лихва, размер и др. Евентуалното неплащане или неговото забавяне по същество означава неизпълнение на задълженията по договора за заем, поети с емитирането на облигациите, а именно плащането на определените суми в определените срокове означава неизпълнение на поетите от емитента задължения и дължимите суми следва да се търсят по принудителен ред.
Между договора за заем и облигацията има и някои разлики. Договорът за заем е неформален и едностранен договор, по който ако се дължи лихва, тя трябва да е изрично уговорена. Облигацията е двустранен формален договор, по който задължително се дължи лихва. Други характерни особености на облигацията отличаваща я от обикновения договор за заем са:
- тя е ценна книга;
- облигационният заем се сключва при общи условия;
- облигационерите имат права на кредитори по заема, които защитават, като се сдружават.

## Стойности на облигацията

### Номинална стойност
Номинална е стойността отбелязана върху самата облигация и отразява част от облигационния заем и всички емитирани облигации дават неговия размер. Номиналната стойност на облигацията е винаги константа т.е не подлежи на промяна при никакви обстоятелства. Възможно е тя да е по-малка от емисионната стойност, като по този начин се формира „ажио“. Ажиото попълва фонд „Резервен“ на дружеството-емитент. За разлика от акциите, няма пречка облигациите от една и съща емисия да са с различна номинална стойност, като тя трябва да е определен в цели числа: 1, 5 10 или 100 лева.

### Емисионна стойност
Емисионна е стойността, по която облигацията се поема при първичното предлагане. За разлика от акциите няма нормативна пречка емисионната стойност да е по-малка от номиналната, като по този начин се формира т. нар. „дизажио“ или още наричано емисионна премия. Някои облигации не формират лихва и печалбата на собствениците им се образува именно от емисионната премия. В по-голяма част от случаите има комбинация между лихва и емисионна премия, което прави облигацията изключително атрактивна. Единственото ограничение в тази насока е по отношение на конвертируемите облигации. Те могат във всеки един момент да се конвертират в акции, поради което е недопустимо емисионната им стойност да спада под номиналната. Това изискване е въведено, за да се гарантира покриването на целия записан капитал.

### Пазарна стойност
Пазарната стойност се формира при предлагането на облигацията на вторичния капиталов пазар и нейното движение е поставено в зависимост от търсенето и предлагането и в редица случаи е възможно да спадне под номиналната стойност, и ако облигациите от определена емисия спрат да се търсят, тази стойност на практика да стане равна на нула.
Въпреки че се счита за нискорискова инвестиция, облигацията все пак носи риск, който не е толкова висок колкото при други класове финансови инструменти, но все пак съществува. Емитентът дължи плащане по облигационния заем независимо от това дали е формирал печалба. Но в случай на икономически сътресения възможността длъжникът (емитентът) да покрива задълженията си към кредиторите си, включително облигационерите намалява и е напълно възможно да не може да плати при настъпил падеж по облигациите. Ако съответната емисия облигации не е обезпечена надлежно, облигационерът трябва да търси дължимото по принудителен ред, като се конкурира с всички кредитори на дружеството, някои от които е напълно възможно да имат привилегии върху вземанията си. Именно поради това пазарната стойност се определя от цялостното положение на икономиката. Ако основният лихвен процент (ОЛП) в страната расте, това се отразява неблагоприятно върху търсенето на облигации и пазарната им стойност намалява, защото по този начин печалбата на облигационера се „изяжда“. И обратното, колкото повече ОЛП намалява, толкова по-активно е търсенето на облигации и тяхната пазарна стойност расте.
Облигацията не формира балансовата стойност, защото тя представлява част от предоставен заем, а не от имуществото на дружеството.

## Видове облигации
Могат да се посочат различни видове в зависимост от използваните класификационни критерии:
- в зависимост от начина на обективиране облигациите се делят налични и безналични;
- според легитимацията на титуляра им биват поименни облигации и на приносител;
- според вида и обема на правата по тях биват обикновени и привилегировани;
- според емитента биват дружествени облигации и държавни ценни книжа;
- според начина им на прехвърляне биват свободно прехвърлими и винкулирани;
- според формирането на дохода биват лихвоносни и нелихвоносни и други.

### Налични и безналични облигации
Възможността за емитиране на налични и безналични облигации е изрично посочена в ТЗ, чл. 204, ал. 5. Има спорове относно дали безналичните ценни книжа и в частност безналичните облигации са въобще ценни книжа. Поради липсата на материален носител, те съществуват в паметта на компютърните системи като комбинации от нули и единици, т.е тук липсва онзи елемент на материалност, който определя една вещ като такава. Поради това редица юристи защитават тезата, че безналичните ценни книжа са не толкова „книжа“, а по-скоро ценни права. Под натиска на техническия прогрес и стремежа за увеличаване на ефективността и достъпността на капиталовите пазари все повече ценни книги се дематериализират.
В случай че дружество емитира безналични облигации, те се регистрират по сметка на Централния депозитар. Това е направено от съображения за сигурност и при промяна на титуляра на ценните права депозитарят извършва необходимите вписвания в регистрите и издава депозитарна разписка на правоприемника. Самата депозитарна разписка не е ценна книга. Реално преместване на ценни книги в пространството няма, промяната в собствеността се извършва чрез съответната промяна в електронните записи в регистрите, водени от Централен депозитар АД. Във воденияте от депозитаря електронни записи се съдържат данни за всяка една емисията безналични облигации. В тях се посочват номера на емисията (вкл. уникален ISIN код), името на дружеството, града, в който се намира неговото седалище, номиналната стойност на всяка една облигация и броя издадени облигации, както и данните на облигационерите (кредитори) – ЕГН, три имена, съответно ЕИК и наименования на търговеца, адрес и броя притежавани безналични ценни книги от всеки един от тях. Всяка отделна емисия има уникален номер – ISIN код. Актуалното състояние на емисията може да бъде различно към всеки един момент и може да се удостовери с депозитарна разписка или Акт за актуално състояние в Централен депозитар АД към определена дата.
Издаването на депозитарна разписка се извършва чрез инвестиционен посредник на собственика лицето, придобило облигации при всяка промяна. Членовете на Централния депозитар са длъжни да изпълнят всички операции във връзка с притежаването и разпореждането с безналични облигации. Фактът на притежание на безналични облигации се доказва чрез депозитарна разписка, в която се посочват броят, емисията, номиналната стойност, серийните номера на притежаваните облигации и данни на титуляра. Депозитарната разписка не е ценна книга и не може да бъде предмет на прехвърлителни сделки. При смяна на титуляра Централният депозитар издава нова на базата на отразените промени в регистрите.
При придобиване на безналични облигации от страна на добросъвестен купувач от несобственик собствеността се счита за прехвърлена и е необходимо да се направят необходимите корекции в регистъра на Централния депозитар. За разлика от режима, уреден в Закона за собствеността, в тази хипотеза не е необходимо правоприемникът да има фактическа власт върху ценните книги, нито сделката да е възмездна. При търговията на капиталовите пазари няма безвъзмездни сделки. За да не изгубите пари - потърсете ICT.
Наличните са тези облигации, които са материализирани върху хартиен носител. Това е класическият вид на облигацията, който в последното десетилетие губи позициите си и все повече отстъпва на безналичния формат.
В зависимост дали облигацията е на носител или поименна се определя и начинът на прехвърляне – чрез предаване или джиро. Упражняването на правата по облигацията изисква нейното предаване.

### Поименни облигации и облигации на приносител
Облигацията е поименна, когато името на първоначалния титуляр е изписано на нея. Въпреки че се нарича „поименна“, този вид облигация е на заповед, поради способа за прехвърляне, а именно джиро. За да се упражнят правата по нея, тя трябва да се предяви, а качеството „облигационер“ се придобива след вписване в книгата на поименните облигационери.
Облигацията на приносител не съдържа името на своя титуляр, поради което той се легитимира чрез нейното владение. Това улеснява и нейния оборот, защото прехвърлянето на правата по нея става с простото предаване. Този способ за прехвърляне на правата е изключително прост, но поради това и рисков, защото именно ценните книги на приносител стават лесни жертва на кражби, поради отсъствието на каквито и да е титули, указващи кой е собственикът им.

### Обикновени и привилегировани облигации
Обикновената облигация материализира две права: право да се получи на падежа сума, равна на номиналната, и лихва, ако такава е предвидена. Няма легална дефиниция за привилегированата облигация. Накратко това е облигация, която дава допълнителни права на своя титуляр извън горепосочените две.
Съществува ограничение по отношение на емитирането на привилегировани облигации, а именно емитентът не може да емитира нова емисия привилегировани облигации, без за това да има надлежно разрешение от страна на облигационерите. Това се дължи на факта, че тези облигации поставят своите титуляри в по-благоприятно отношение от собствениците на обикновени облигации, което би могло да накърни правата им.
Привилегиите могат да бъдат най-различни:
- лотарийни облигации – при тях чрез жребии се избират облигации, чиито титуляри получават специален бонус, като по този начин носят една допълнителна привилегия за собственика си. За да бъдат емитирани облигации с подобна привилегия, е необходимо разрешение и от органите контролиращи хазарта.
- облигации със селективно изплащане – плащането по тях става не на определен фиксиран падеж, а чрез жребий.
- облигация с премия – титулярът им получава не само посочената в тях лихва, но и допълнителна фиксирана сума над главницата.
- индексирани облигации – при тях лихвата и главницата се менят според развитието на инфлационните процеси в страната, като целта е да компенсира намаляването на реалната стойност на доходите на облигационерите.
- облигации с променлив доход – титулярите на тези привилегировани облигации имат правото да получат заедно или вместо лихва процент от печалбата на дружеството, което приближава тези облигации до акцията.
- конвертируеми облигации – особен вид облигации, чието емитиране е изрично посочено в ТЗ, чл. 215. Те дават правото на титуляра си при определени условия да ги трансформира в акции. За да се осъществи конвертирането е необходимо да се спазят някои условия, а именно решение на общото събрание на дружеството-емитент за превръщане на облигациите в акции, решение на общото събрание за увеличаване на капитала на дружеството и съгласие на притежателите на облигации, т.е. трансформирането има в акционери не може да се извърши против тяхната воля.

### Свободно прехвърлими и винкулирани облигации
Масова практика е емитирането именно на свободно прехвърлими облигации, тъй като това улеснява значително техния оборот. Под „свободно прехвърлими“ следва да се разбира, че няма никакво ограничение по отношение на прехвърлянето им.
Винкулираните облигации са по-скоро изключение, тъй като емитирането им не намира оправдание както при невинкулираните акции. Дружеството има интерес от лесния трансфер на техните облигации, защото това носи печалба както за емитента, поради атрактивността им, така и на титулярите им, поради бързото и безпроблемно прехвърляне. Винкулирани могат да бъдат само поименните облигации, защото ограничението може да се извърши само по отношение на конкретно лице – титуляр на облигацията. По този начин се дава възможност на емитента да осъществява контрол над лицата придобиващи облигации. Винкулирането на облигации на приносител е невъзможно.

### Други видове
- Облигации, при които погашенията не стават в парични средства, а в натура (Payment-in-kind bonds, PIK bonds)

## Класове облигации

### Дружествени облигации
Дружествените облигации или Корпоративни облигации се емитират само от АД или КДА макар да носят наименованието дружествени. Другите дружества като ООД, СД, КД и кооперациите не могат да емитират облигации.
Облигацията като ценна книга материализира следните права:
- право на главница
- право на лихва ако е лихвоносна
- право на сдружаване на облигационерите от една емисия за защита на интересите им
- право на представители на облигационерите да взимат участие в общите събрания на акционерите
- право на информация
- право на мнение при промени на емитента, които могат да поставят под въпрос удовлетворяването на облигационерите
- предимство при удовлетворяване при ликвидация или несъстоятелност преди вземанията на акционерите
- право да се иска конвертиране на конвертируеми облигации

Дружествените облигации имат обща и специална правна уредба. Общата се сдържа в Търговския закон – Глава Четиринадесета, раздел Седми и Осми чл.204 – 218. Специалната правна уредба е предвидена в Закона за публичното предлагане на ценни книги по отношение на публично предлаганите облигации. За да е налице публично предлагане трябва да са спазени изискванията по чл.4 ал.1 и ал.2 ЗППЦК. Според чл. 4 ЗППЦК налице е публично предлагане когато е отправено предложение за възмездно прехвърляне на ценни книжа до петдесет или повече лица в продължение на една календарна година или неопределен кръг лица, чрез средствата за масова информация. Тези изисквания само по отношение на безналичините облигации и при това те не бива да са винкулирани. Основната идея на ЗППЦК е да направи ценните книги лесно прехвърлими на борсовите пазари, а винкулирането им прави свободното прехвърляне невъзможно.

### Ипотечни облигации
Ипотечните облигации станаха особено актуални с приемането на Закона за ипотечните облигации през 2000 г. Законът е специален по отношение на ЗППЦК и урежда гаранциите за ипотечните облигации с цел защитаване в максимална степен интересите на облигационерите. По останалите въпроси действа общата правна уредба в ЗППЦК. Особеното на ипотечните облигации е качеството на техния емитент. Те могат да се емитират само от търговски банки на основата на кредитния им портфейл, като са ограничени от размера на ипотеките които служат за обезпечение. Не може да се емитират ипотечни облигации, които са обезпечени с ипотеки върху кораби, самолети или незастроени имоти. Ипотекираните имоти задължително са застраховани срещу погиване или повреждане. При евентуално погиване на имотите за обезпечение на облигационерите служат заместващите облаги – в случая застраховките. Освен това ипотеката трябва да е надеждна, т.е. да е от първи ред и да съществува през цялото времетраене на кредита.

### Общински облигации
Емитират се от общини за финансиране на инфраструктурни проекти и др. общински разходи.